# Heineken (marca)

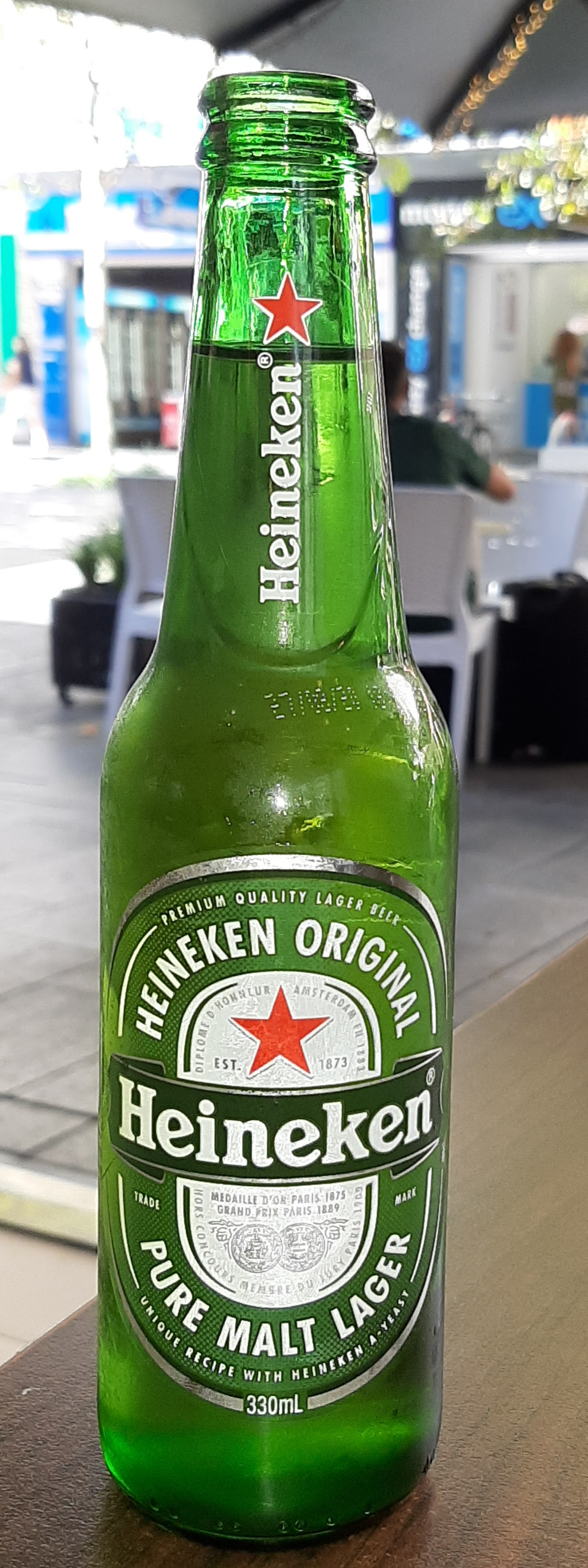
Exemplo de garrafa da Heineken

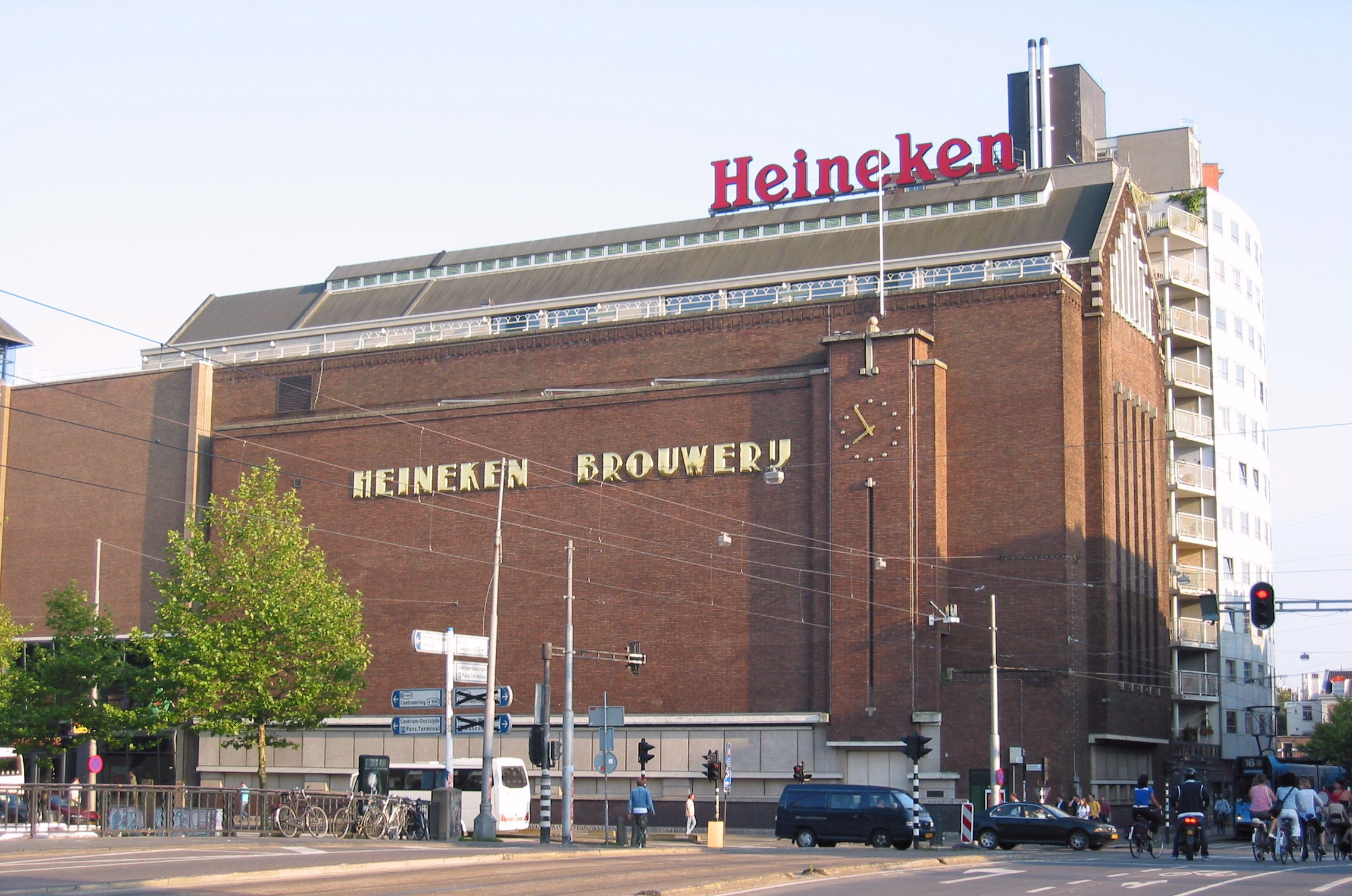
Antiga cervejaria da Heineken em Amsterdã, onde atualmente funciona o Heineken Experience Museum

Heineken Lager Beer (em holandês: Heineken Pilsener), ou simplesmente Heineken, é uma cerveja Pale Lager com 5% de álcool por volume produzida pela empresa cervejeira holandesa Heineken International, uma das maiores empresas do setor cervejeiro mundial. A marca é amplamente reconhecida por sua garrafa verde característica e a estrela vermelha no rótulo.
A Heineken está presente em 192 países ao redor do mundo, sendo o Brasil seu maior mercado e também o maior produtor da cerveja. A empresa mantém um compromisso global com a qualidade, utilizando uma receita padronizada com ingredientes naturais de alta qualidade há mais de 150 anos em todas as suas unidades de produção. 

## História
Em 15 de fevereiro de 1864, Gerard Adriaan Heineken (1841-1893) comprou a cervejaria De Hooiberg (O Palheiro), uma marca popular de cerveja fundada em 1592 em Amsterdã. Após a aquisição da cervejaria local, Gerard passou a focar na produção de uma cerveja lager premium, incorporando as mais recentes inovações tecnológicas da época, como a criação de um laboratório de controle de qualidade, tornando-se o primeiro cervejeiro a aplicar esse método.
Em 1873, após a contratação do Dr. Elion (aluno do químico francês Louis Pasteur), Heineken desenvolveu uma levedura exclusiva para a fermentação de fundo da cerveja, sendo este um marco para a criação da Heineken's Bierbrouwerij Maatschappij (HBM). Nesse mesmo ano, Gerard Heineken inaugurou sua cervejaria em Amsterdã com o propósito de garantir a pureza e excelência da cerveja produzida.
Nos primeiros anos, a Heineken obteve reconhecimento internacional. Em 1875, a marca ganhou a Medalha D'Or na Exposição Marítima Internacional de Paris.  e começou a exportar regularmente para o país, superando os 64.000 hectolitros (aproximadamente 1,7 milhões de galões americanos) e tornando-se a maior exportadora de cerveja para a França.
Em seus anos iniciais, a Heineken continuou a acumular prêmios ao longo do tempo, como:
- Diplome d'Honneurs (Diploma Honorário) na Exposição Colonial Internacional em Amesterdão em 1883.[4]
- Grand Prix (Grande Prêmio) na Exposição Universal em Paris, em 1889.[4]
- Hors Concours Membre du Jury em Paris em 1900

Em 2019, especificamente, houve uma troca na parte frontal do rótulo, passando de “Premium Quality” para “Pure Malt Lager” e por uma questão de distribuição, ainda é possível encontrar nos estabelecimentos produtos com ambas as embalagens. 

### Origem do símbolo da estrela
O símbolo da estrela é utilizado pela marca desde 1873, ano em que foi fundada por Gerard Adriaan Heineken, na Holanda. A estrela, usada nos rótulos da Heineken, era usada como símbolo das Cervejarias na Idade Média. 
Cada uma das suas pontas representa uma das forças da natureza: terra, água, ar, fogo e o quinto é o elemento mágico. Ela também representa as principais credenciais de consumo; Ingredientes Naturais, Levedura A, Puro Malte, Mestres cervejeiros estrelados e Tanques horizontais.

## Fórmula
Heineken é uma cerveja lager Puro Malte, refrescante e de cor amarelo-dourada, produzida com ingredientes 100% naturais: água, malte e lúpulo. 
Em todos os lugares do mundo, a Heineken é uma cerveja Puro Malte que contém desde sempre os mesmos ingredientes e não altera sua fórmula desde sua criação. O malte, água e lúpulo. além da levedura A - uma levedura exclusiva da Heineken - são os únicos ingredientes da bebida.  Isso se deve graças à Lei da Pureza da Cerveja, a Reinheitsgebot, que instituiu em 1516 que todas as cervejas deveriam ser fabricadas apenas com água, malte de malte e lúpulo.  
A levedura de cerveja não era conhecida à época, mas hoje é aceita dentro dos parâmetros da lei, que constitui um dos mais antigos decretos alimentares da Europa. Descoberta em 1886, a levedura A é um dos principais responsáveis pelo sabor único da cerveja, proporcionando um equilíbrio entre notas frutadas e o sabor característico da Heineken.[8]

## Produção

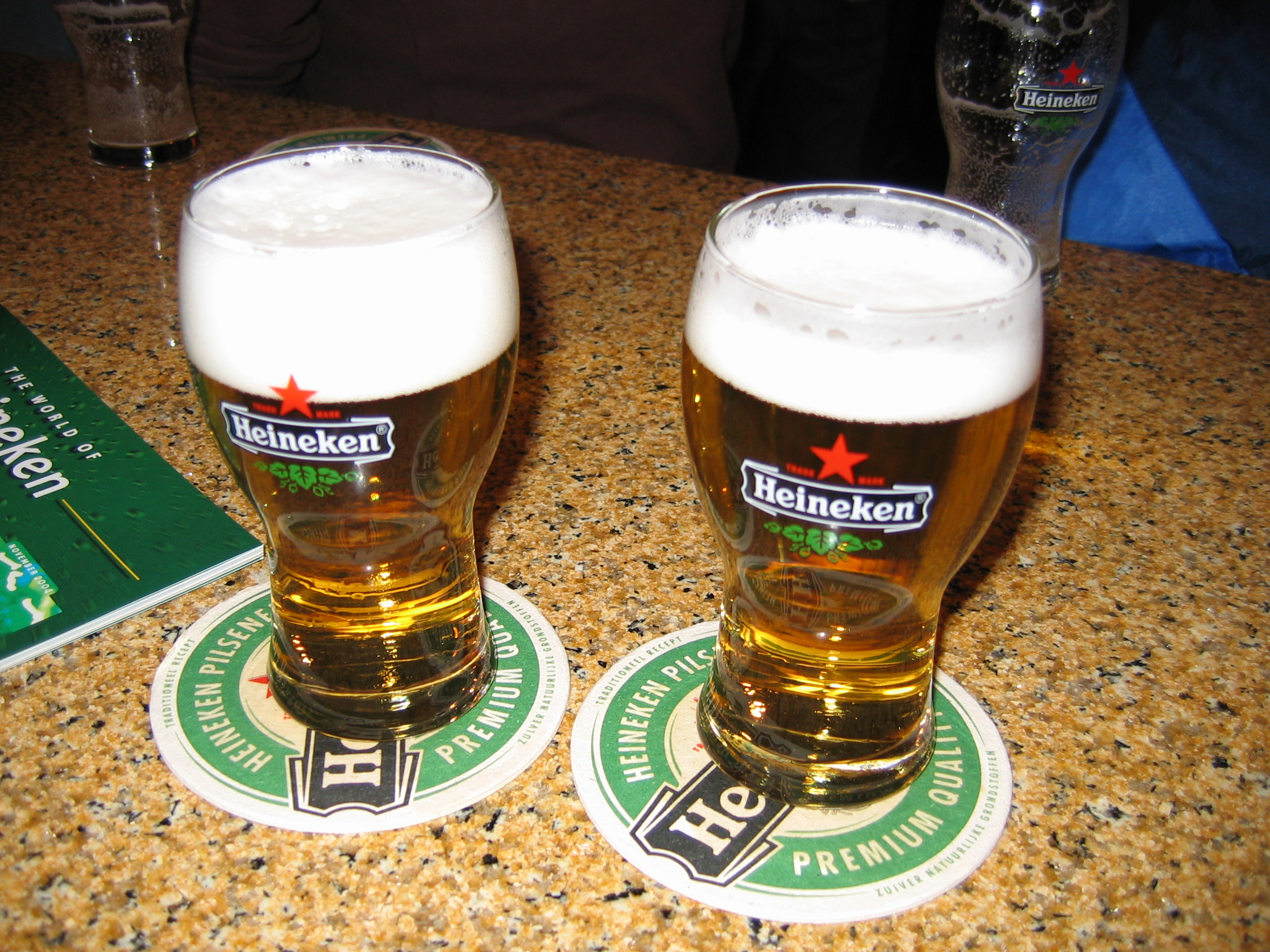
Dois copos da cerveja Heineken

O processo de produção da Heineken segue um rigoroso padrão de qualidade, com as mesmas etapas em todas as unidades de produção ao redor do mundo, independentemente da localização. As etapas incluem brassagem, fervura, fermentação e guarda para garantir o sabor do líquido.
Em seu processo de produção, a Heineken adota tanques horizontais nas unidades onde a levedura é adicionada. A levedura A aliada à pressão exercida pelos tanques horizontais garante o sabor da cerveja, visto que a baixa pressão dos tanques horizontais permite que a levedura libere todo o seu potencial, delegando o aroma característico da bebida. 
Além de contar com os tanques horizontais, a Heineken produz a sua cerveja a partir de energia verde (energia renovável). A marca conta com uma meta global de se tornar carbono neutro até 2040 - no Brasil, a Heineken usa desde 2020, energia renovável na produção de Heineken nas cervejarias de Alagoinhas (BA), Araraquara e Jacareí (SP) e Ponta Grossa (PR). 

### Mestre cervejeiro
Para garantir o mesmo sabor em todo o mundo, a Heineken conta com a expertise do mestre-cervejeiro global, Willem Van Waesberghe. Van Waesberghe supervisiona e lidera a HEINEKEN’s Brewing Guild coordenando, treinando e ligando os mestres cervejeiros da HEINEKEN com seus colegas comerciais.
Todos os meses, Willem e os demais mestres-cervejeiros são responsáveis por provar todas as Heineken produzidas nos cinco continentes, mantendo o mesmo controle de qualidade do líquido em todo o mundo.

### Heineken no Brasil
Um recente levantamento da Kantar Insights revelou que a Heineken se consolidou como a cerveja puro malte mais vendida no país em 2024. Além disso, a versão sem álcool, Heineken 0.0, também liderou seu segmento no mesmo ano.
A marca, presente em 192 países, considera o Brasil seu maior mercado e produtor. Em 2024, a empresa registrou um aumento de 9% na produção em relação a 2023.
A Heineken também foi eleita a cerveja mais amada do Brasil pelo quarto ano consecutivo, segundo dados da Kantar Insights.

## Patrocínio
Heineken é a maior patrocinadora da UEFA Champions League e Rugby World Cup, da Copa Heineken de Rugby e do Rock in Rio.
Em 2016, a Heineken transformou-se na cerveja oficial do campeonato da Fórmula 1, o patrocínio começou no Grande Prêmio Canadense.

Em 2025, a marca segue a sua parceria com a Live Nation, patrocinando grandes shows internacionais no Brasil, como Shakira, Sting e mais.